# Wróblik Szlachecki (stacja kolejowa)
Wróblik Szlachecki – stacja kolejowa w Wróbliku Szlacheckim, w województwie podkarpackim, w Polsce, na linii Stróże – Krościenko. Znajdują się tu 2 perony.

## Ruch pasażerski
| Rok  | Wymiana pasażerska na dobę |
| ---- | -------------------------- |
| 2017 | 0-9                        |
| 2022 | 10-19                      |

## Połączenia
- Jasło
- Zagórz